# Chilodes mollicella
Chilodes mollicella är en fjärilsart som beskrevs av Rudolf Püngeler 1907. Chilodes mollicella ingår i släktet Chilodes och familjen nattflyn. Inga underarter finns listade i Catalogue of Life.